# De deal (roman)
The Broker (Nederlands: De deal) is een legal thriller geschreven door John Grisham. Het boek is in 2005 uitgekomen.
In het boek maakt Teddy Maynard, die ook al voorkwam in De Broederschap, opnieuw zijn opwachting als manipulerend hoofd van de CIA. Het boek verwijst impliciet naar dit eerdere werk van Grisham door middel van deze Teddy Maynard, en door de opmerking dat het Backman-schandaal 'een donkere wolk boven het hoofd van een populaire president' was, zodat Morgan het Witte Huis kon 'binnenstrompelen'. Deze 'populaire president' was waarschijnlijk de door Maynard in het zadel geholpen Aaron Lake uit De Broederschap, voor wie het Backman-schandaal blijkbaar zijn presidentschap heeft gekost.
Het boek was een bestseller maar werd door critici gemengd ontvangen. Sommigen vinden het een verbetering na een lichte inzinking van Grisham in eerdere werken, terwijl anderen het bestempelden als een 'reisje naar Italië' met een verhaaltje eromheen. Verder bevat het een aantal fouten, onder andere de beschrijving dat de satellieten op 300 km boven de Aarde een relatieve snelheid van 190 km/u zouden hebben (bij deze snelheid en hoogte zouden de satellieten neerstorten), de suggestie dat Chiasso in Italië ligt, en en aantal onjuistheden over Bologna.
De gratieverleningen van de fictieve president Morgan aan onder andere Backman en een megafraudeur zijn wellicht gebaseerd op controversiële gratieverleningen die George W. Bush en Bill Clinton in de laatste uren van hun presidentschap zouden hebben verleend. Ook wordt een derde gratieverzoek genoemd, van een regisseur die vanwege een aanklacht wegens ontucht met een minderjarige naar het buitenland was uitgeweken, waarschijnlijk een verwijzing naar Roman Polański.

## Samenvatting
Arthur Morgan is aan zijn laatste avond als president van de Verenigde Staten bezig na met een historische nederlaag te zijn weggestemd. Zijn laatste uren als president neemt hij gratieverzoeken door, waarbij soms zelfs geld wordt geboden voor gratie. Dan komt Teddy Maynard, hoofd van de CIA, in zijn rolstoel langs, en vraagt om gratie voor Joel Backman. Morgan, wetend dat hij toch niets meer te verliezen heeft, gaat ondanks de grondige wederzijdse antipathie tussen Maynard en hemzelf akkoord, mede omdat hij indirect door Joel Backman president is geworden.
Backman wordt die avond uit de gevangenis gehaald waar hij al zes jaar weg aan het wegkwijnen was. Eens was hij DE Manipulator, een machtig Washingtons advocaat annex lobbyist, met contacten binnen de Amerikaanse en vele andere regeringen. Toen nam hij de fatale opdracht aan om Pakistaanse IT-ers te helpen een besturingssysteem voor een stel geheime satellieten van een onbekende mogendheid te verkopen aan de hoogstbiedende. Deze software was door hen geschreven na succesvol in deze satellieten te hebben ingebroken. En het was het waard, want de satellieten waren beter dan de bestaande Amerikaanse. Op dat moment besloot de CIA dat Backman een veiligheidsrisico was, en zorgde dat er een zaak tegen Backman werd opgebouwd. Dit leidt tot een schandaal, het aftreden van de president, een rechtszaak tegen Backman, de dood van de Pakistani en een ex-senator. De eens zo machtige Manipulator nam alle schuld in 4 van de 18 aanklachten op zich. Zijn partners, medewerkers en oudste zoon gingen zo vrijuit en zelf werd hij voor 20 jaar in de gevangenis opgeborgen, tot de CIA hem er na de bovengenoemde gratieverlening uithaalt.
De CIA wil vooral weten wie de satellieten gelanceerd heeft. Backman zelf duikt met hulp van de CIA onder in Bologna in Italië en probeert hard om daar te integreren en de taal te leren. De CIA is echter van plan achterover te leunen en te wachten tot Backman vermoord wordt. Via de moord(enaar) hoopt de CIA het spoor dan te kunnen volgen naar de verantwoordelijke overheid. Verschillende landen proberen inderdaad via Backman of diens contacten te achterhalen wie de satellieten gemaakt heeft en waar de besturingssoftware is: Rusland, China, Saoedi-Arabië en Israël. De Chinese inlichtingendienst stuurt zijn beste liquidateur op Backman af, en de Mossad is eveneens paraat. Backman ruikt echter lont en wacht niet af wat de CIA of anderen met hem van plan zijn.
Met behulp van zijn zoon Neal weet Backman aan de waakzaamheid van de CIA te ontkomen, en via Milaan naar Zürich te reizen. Daar haalt hij de vier schijfjes van het besturingssysteem uit zijn Zwitserse kluis en vliegt terug naar de Verenigde Staten om het daar aan de overheid aan te bieden. Hij onthult dat het satellietsysteem van Chinese makelij is, gefabriceerd met gestolen Amerikaanse technologie en gelanceerd onder dekking van bosbranden. Saoedi-Arabië was het land dat de besturingssoftware had willen kopen voor ´slechts´ 100 miljoen dollar, reden waarom naast de Chinezen vooral ook de Mossad uit was op Backmans bloed. In ruil voor het besturingssysteem met uitleg geeft de Amerikaanse overheid Backman zijn vrijheid terug en belooft hem te beschermen tegen de buitenlandse veiligheidsdiensten. Na politieke pressie en het besef dat ze toch niets meer met Backmans dood te winnen hebben, geven de Israëli's het op, en kan Backman in relatieve vrijheid aan een nieuw leven beginnen in Bologna met zijn lerares Italiaans, Francesca.

## Bestseller 60
| Boeken met noteringen in de Nederlandse Bestseller 60 | Jaar van verschijnen | Datum van binnenkomst | Hoogste positie | Aantal weken | Opmerkingen |
| ----------------------------------------------------- | -------------------- | --------------------- | --------------- | ------------ | ----------- |
| De deal                                               | 2005                 | 19-01-2005            | 1(1wk)          | 35           |             |